# واکولا (کارولینای شمالی)
واکولا (به انگلیسی: Wakulla) شهری در ایالت کارولینای شمالی کشور ایالات متحده آمریکا است که جمعیت آن در سرشماری سال ۲۰۱۰ میلادی، ۱۰۵ نفر بوده‌است.